# Friends (With Benefits)
Friends (With Benefits) es una película de comedia romántica de 2009 estrenada el 12 de junio de 2009 en el Festival de Cine Independiente Verdadero de Seattle.

## Reparto
- Margaret Laney como Chloe
- Alex Brown como Owen,
- Anne Peterson como Allison
- Jake Alexander como Jeff
- Lynn Mancinelli como Shirley
- Brendan Bradley como Brad
- Rooney Mara como Tara

## Producción

### Desarrollo
Tomada de un guion escrito originalmente por Gorman Bechard en 1999, la película se vendió ese verano bajo el título Fuck Buddies en todos los estudios importantes de Hollywood. Inevitablemente, el guion quedó en un segundo plano hasta que Bechard comenzó a buscar una continuación más ligera de su película extremadamente oscura de 2005, You Are Alone. En 2006, Bechard se asoció con su compañera de escritura Ashley McGarry y comenzaron a reescribir la película, cambiando el título a Friends (With Benefits) y eligiendo a Margaret Laney para el papel principal.

### Rodaje
La producción comenzó en abril de 2007. La película se rodó durante 18 días en New Haven, Connecticut.

## Estreno
La película debutó en el Festival de Cine Independiente Verdadero de Seattle el 12 de junio de 2009 y recibió su premio a la "Mejor Comedia Romántica". Se estrenó en DVD en Estados Unidos en agosto de 2010.